# Limor Blockman
Limor Blockman (Haifa, 10 de febrer de 1977), també coneguda com Dr. Limor, és una sexòloga, terapeuta sexual, conferenciant, escriptora, model de glamour i personalitat televisiva israeliana-nord-americana.

## Educació
Poc després de graduar-se a l'institut, Blockman es va allistar i va servir a les Forces de Defensa d'Israel, com a part del seu servei regular obligatori. Després de deixar l'exèrcit, Blockman va assistir al Col·legi Acadèmic Max Stern d'Emek Yezreel, a la Vall de Jezreel, on es va llicenciar en Psicologia i Ciències del Comportament. Per obtenir el seu mestratge en Salut Pública, Blockman va assistir a la Universitat Hebrea de Jerusalem, on va estudiar Medicina Comunitària i Salut Pública. L'any 2006, Blockman va obtenir un doctorat en Sexualitat Humana per l'Institut d'Estudis Avançats de la Sexualitat Humana.

## Carrera
En 2002, Blockman va establir "Dr. L's Love Boutique" a Haifa, on va començar la seva carrera com a consellera sexual i matrimonial. El 2003, Blockman va començar a presentar Tayar Bareshet, un programa de televisió nocturn al Canal 2 israelià. Blockman és autora de tres llibres supervendes (publicats en hebreu): 300 Tips for Better Sex, que li va valer un premi de platí per vendre 40.000 exemplars el 2007; Gai Pride, the complete guide for the gai, bisexual, and transgender community ; i Confessions, the true story of Blockman's search for love and honest relationship.
Blockman ha aparegut a moltes portades de revistes de tot el món i ha estat coneguda com "La sexòloga sexy", coberta pel seu aspecte de vegades més que per la seva professionalitat. Blockman ha arribat a persones de tot el món a través de la seva presència en paper, televisió, ràdio, vídeo, Internet, aplicacions mòbils, i convencions professionals com a consultora.